# 沙帕 (阿马兰蒂)
沙帕是葡萄牙波尔图区的一个堂区。总面积3.71平方公里，总人口264人，人口密度71.2人/平方公里。